# Ægte sæler
De ægte sæler eller øreløse sæler er den ene af to hovedgrupper af pattedyr inden for underordenen sæler Pinnipedia. Ægte sæler adskilles fra Øresælerne (Otariidae, pelssæler og søløver) på kraniekarakterer, fraværet af et ydre øre og bagluffernes anatomi. De ægte sæler kan således ikke folde baglufferne ind under kroppen og gå på dem, men må nøjes med at mave sig frem på land.
Gruppen inddeles normalt i 2 undergrupper, baseret bl.a. på kranieanatomi:
- Nordlige ægte sæler – Phocini

Indeholder alle sæler fra Arktis og nordlige Atlanterhav
- Munkesæler og Antarktiske ægte sæler – Monachini

Indeholder Munkesælerne, de Antarktiske ægte sæler og søelefanterne

## Klassifikation
- Familie: Phocidae
  - Tribus: Phocini
    - Slægt: Phoca
      - Phoca largha (Larghasæl)
      - Phoca vitulina (Spættet sæl)

    - Slægt: Pusa
      - Pusa hispida (Ringsæl)
      - Pusa sibirica (Bajkalsæl)
      - Pusa caspica

    - Slægt: Pagophilus
      - Pagophilus groenlandica (Grønlandssæl)

    - Slægt: Histriophoca
      - Histriophoca fasciata (Harlekinsæl)

    - Slægt: Erignathus
      - Erignathus barbatus (Remmesæl)

    - Slægt: Halichoerus
      - Halichoerus grypus (Gråsæl)

    - Slægt: Cystophora
      - Cystophora cristata (Klapmyds)

  - Tribus: Monachini
    - Undertribus: Monachina
      - Slægt: Mirounga (Søelefanter)
        - Mirounga angustirostris (Nordlig søelefant)
        - Mirounga leonina (Sydlig søelefant)

      - Slægt: Monachus
        - Monachus schauinslandi (Stillehavsmunkesæl)
        - Monachus monachus (Middelhavsmunkesæl)
        - Monarchus tropicalis (Karibisk munkesæl) (Formodet uddød omkring 1950)

    - Undertribus: Lobodontina
      - Slægt: Ommatophoca
        - Ommatophoca rossi (Ross-sæl)

      - Slægt: Lobodon
        - Lobodon carcinophagus (Krillsæl)

      - Slægt: Hydrurga
        - Hydrurga leptonyx (Søleopard)

      - Slægt: Leptonychotes
        - Leptonychotes weddelli (Weddellsæl)